# 熊本県道・鹿児島県道118号湯出大口線
熊本県道・鹿児島県道118号湯出大口線（くまもとけんどう・かごしまけんどう118ごう ゆでおおくちせん）は、熊本県水俣市から鹿児島県伊佐市に至る一般県道である。

## 概要

### 路線データ
- 起点：熊本県水俣市湯出（熊本県道・鹿児島県道117号水俣出水線交点）
- 終点：鹿児島県伊佐市大口大田（国道268号交点）

## 歴史
- 1970年（昭和45年） - 路線認定（一般県道）。当初の整理番号は266（熊本県側）。
- その後、1972年（昭和47年）ごろまでに番号が118に統一される。

## 地理

### 通過する自治体
- 熊本県
  - 水俣市
- 鹿児島県
  - 出水市
  - 伊佐市

### 交差する道路
| 交差する道路                        | 都道府県名 | 市町村名 | 交差する場所 | 交差する場所 |
| ----------------------------------- | ---------- | -------- | ------------ | ------------ |
| 熊本県道・鹿児島県道117号水俣出水線 | 熊本県     | 水俣市   | 湯出         | 起点         |
| 国道268号                           | 鹿児島県   | 伊佐市   | 大口大田     | 終点         |

### 沿線
- 出水市立上場小学校
- 伊佐市立平出水小学校